# Neosodon praecursor
Neosodon praecursor es la única especie conocida del género extinto  Neosodon   (gr. “diente nuevo”) de dinosaurio saurópodo turiasauriano, que vivió a finales del período Jurásico  hace aproximadamente 152 millones de años, en el  Kimmeridgiense, en lo que es hoy Europa. Solo es conocido por dientes encontrados en Sables et Gres a Trigonia gibbosa del Départment du Pas-de-Calais , Francia. Por este solo diente lo único que se puede conjeturar es que fue un cuadrúpedo de gran tamaño. Los dientes referidos a Neosodon son grandes, de alrededor de 60 milímetros de alto y una sección transversal de 35 por 20 milímetros en su estado incompleto, estimado en 80 milímetros de alto si está completo y con forma de lanza o espatuladas . El propietario habría sido un herbívoro cuadrúpedo grande.
Neosodon fue encontrado en Francia, en Wilmille, cerca de Boulogne-Sur-Mer, en el departamento de Pas-de-Calais. Moussaye creyó que se trataba de un  terópodo similar a Megalosaurus. Sauvage comparó el diente con Iguanodon praecursor, ya que en ese tiempo se había realizado una mezcla por  Edward Drinker Cope con el contemporáneo género de EE. UU. en la  formación de Morrison Caulodon, ahora sinónimo Camarasaurus.  Sin embargo los dos no están basados en el mismo holotipo, y "I". praecursor proviene de rocas un poco más viejas en una formación del Kimeridgiano sin nombre, la misma de donde proviene el Morinosaurus. Revisiones tempranas, Romer, 1956, Steel, 1970, la aceptan como sinónimo de  Pelorosaurus, considerándolo un posible braquiosáurido.  En los 1990s, investigadores franceses publicaron un camarasáurido de la misma formación.  En un principio, Buffetaut & Martin en 1993 que debería ser Neosodon praecursor, pero Le Loeuff et al. en 1996 luego rechazaron esto, ya que Neosodon está basado en un solo diente, que no se encuentra en el nuevo material.  Las últimas publicaciones colocaban a Neosodon y a Iguanodon praecursor como saurópodos dudosos.
A pesar de todo lo dicho anteriormente, Royo-Torres et al. en 2006, en su descripción de Turiasaurus, notaron que el diente es similar al de este género y que Neosodon debe ser considerado un Turiasauria.